# هاري برستون
هاري برستون هو لاعب هوكي الحقل كندي، ولد في 25 يوليو 1931، وتوفي في 23 مايو 2004.

## وصلات خارجية
- هاري برستون على موقع اللجنة الأولمبية الدولية (الإنجليزية)
- هاري برستون على موقع أوليمبيديا (الإنجليزية)
- هاري برستون على موقع اللجنة الأولمبية الكندية (الإنجليزية)